# Торе Марино II (Кјети)
Торе Марино II (итал. Torre Marino II) је насеље у Италији у округу Кјети, региону Абруцо.
Према процени из 2011. у насељу је живело 50 становника. Насеље се налази на надморској висини од 350 м.